# Der Oelprinz
Der Oelprinz. Ein Abenteuer aus den Vereinigten Staaten von Nordamerika von Karl May ist eine frühe Wild-West-Erzählung Karl Mays.
Diese Geschichte ist kein Vorläufer des berühmten Jugendromans Der Ölprinz, sondern gehört in die Reihe der frühen Abenteuererzählungen Karl Mays.

## Textgeschichte
Das Abenteuer erschien erstmals 1877 in der Zeitschrift Frohe Stunden. Dies war die einzige Veröffentlichung dieser Fassung zu Mays Lebzeiten.
1971 veröffentlichte die Karl-May-Gesellschaft als Privatdruck den Band Frohe Stunden in der Reihe Erstdrucke Karl Mays in Faksimile-Ausgaben, in dem auch ein Reprint von Der Oelprinz enthalten war.
1978 erschien im Manfred Pawlak Verlag Herrsching der Sammelband Im fernen Westen als gebundene Ausgabe. Darin ist der Text unter dem Titel Der Ölprinz in modernisierter Fassung enthalten.
Der Pawlak-Band wurde 1983 als Taschenbuch neu aufgelegt und eine satzgleiche Lizenzausgabe davon 1992 im Leipziger Kommissions- und Großbuchhandel.
In der von Hartmut Mechtel herausgegebenen Anthologie Naturgewalten. Abenteuererzählungen (Verlag Das Neue Berlin 1988) trägt der Text ebenfalls den Titel Der Ölprinz.
1982 gaben Siegfried Augustin und Walter Hansen den Karl-May-Sammelband Winnetou und der schwarze Hirsch im Verlag Albrecht Knaus heraus. Darin ist die Ich-Erzählung unter dem irreführenden Titel Der Brand des Öltals enthalten. Bald folgte eine Lizenzausgabe des Bandes für den Bertelsmann Lesering (1982) und eine Taschenbuchausgabe bei Heyne (1984). 1996 erschien in der von Augustin und Hansen besorgten Karl-May-Ausgabe des Nymphenburger Verlags, in der so genannten Roten Reihe, der Sammelband Tödliches Feuer, der bei veränderter Reihenfolge die gleichen Geschichten enthält wie Winnetou und der schwarze Hirsch.
In den 1990er Jahren veröffentlichte der Weltbild Verlag in der Reihe Weltbild Sammler-Edition den Sammelband Old Firehand. Die Winnetou-Erzählungen, der u. a. den Text Der Oelprinz in modernisierter Form beinhaltet.
Im Jahre 2000 wurde der Erstdruck im Reprint-Band Frohe Stunden der Karl-May-Gesellschaft wieder veröffentlicht.
Im Rahmen der Gesammelten Werke wurde die Erzählung 2003 in Band 84 Der Bowie-Pater veröffentlicht.

## Inhalt
Der Ich-Erzähler reitet mit Sam Hawkens zum Young-Kanawha, einem Flüsschen mit einer Petroleumsiedlung, die vom „Ölprinzen“ Josias Alberts betrieben wird. Dort gerät Hawkens mit Alberts in Streit. Außerdem möchte Alberts das Pferd des Ich-Erzählers kaufen, was dieser jedoch ablehnt. Daraufhin verweigert der Ladenbesitzer aus Angst vor Josias Alberts den Verkauf der benötigten Dinge. Sam Hawkens und der Ich-Erzähler hindern daraufhin alle potentiellen Kunden am Eintritt. Diese Blockade wird bis in die Nacht aufrechterhalten.
Dann setzt eine Explosion im Ölfeld das gesamte Tal in Flammen. Der Ich-Erzähler reißt eine in der Nähe liegende, junge Frau auf sein Pferd und flieht mit Sam Hawkens in letzter Minute. Sie erreichen die sicheren Höhen und stellen fest, dass sie die Tochter des Ölprinzen gerettet haben. Dieser hat das Inferno auch überlebt, aber alles Eigentum verloren.

## Old FirehandundDer Oelprinz
May schrieb zwar einen wesentlichen Teil der Geschichte neu, verwendete aber auch Motive der Erzählung Old Firehand (1875), die zum Teil in New Venango spielt. Es gibt einen Querverweis darauf:
Ich kannte dieses furchtbare Phänomen, denn ich hatte es im Gebiete Venango in seiner ganzen Schrecklichkeit gesehen [...]
In jener früher veröffentlichten Erzählung wird aber offenbar auf den Oelprinz-Text verwiesen; dort lautet die entsprechende Stelle:
Ich kannte dieses furchtbare Phänomen; denn ich hatte es im Kanawhathale in seiner ganzen Schrecklichkeit gesehen [...]

## Besonderheiten
- Der Ich-Erzähler reitet einen Mustang namens Arrow, den er geschenkt erhalten hatte, und hat einen Henrystutzen. Sam Hawkens hat eine arg zerrupfte Stute namens Mary.

- Ab 1894 erschien in verschiedenen Sammelbänden eine erheblich veränderte Fassung der Erzählung unter dem Titel Der Brand des Ölthals[6]. Bei der Umarbeitung – aller Wahrscheinlichkeit nach von fremder Hand – wurde aus dem Ich-Erzähler ein Mann namens Bill Harry[7] (der einen Henrystutzen besitzt!), und die Erzählperspektive wechselte in die dritte Person. Ansonsten wurde der Text nahezu wörtlich beibehalten.

- Die ursprüngliche Fassung wurde – von Karl May selbst umgearbeitet – zum letzten Teil des längeren Textes Three carde monte[8].

## Hörbuch
Eine kostenlose Hörbuchfassung dieses Textes wurde 2010 bei LibriVox veröffentlicht.